# Garua (Camerún)
La ciudad de Garua (en francés Garoua) es la capital de la Región del Norte en Camerún, y cabeza del departamento de Benué, a orillas del río Benue y a 50 km al norte del embalse de Lagdo, que riega los importantes cultivos de la región.
El número de habitantes es desconocido y oscila entre los 305.996 habitantes que proclama la  Oficina de Información Diplomática de Camerún, y los más de 500.000 habitantes que aparecen en la página oficial de la Comunidad urbana de Garua. Aquí nació el primer presidente de Camerún, Ahmadou Ahidjo. 
La ciudad, con una gran mayoría musulmana, está dividida en tres zonas. La primera está formada por las zonas residenciales, con los barrios de Plateau, Marouaré, Poumpoumré, Bibémiré, la Société Immobilière du Cameroun de Roumdé Adjia y la Base militar. La segunda es la zona de los grandes equipamientos, el centro comercial y el aeropuerto. La tercera es la zona de los barrios populares, Foulberé,  Haoussaré, Yelwa, Souari, Ouro Hourso, Kismatari  y Laindé.
A pesar de su enorme distancia hasta el mar, es una ciudad portuaria gracias el río Benué, navegable desde su confluencia con el río Faro hasta el río Níger. 
El clima es cálido, con una media anual que oscila entre los 26 °C de enero y los 30,7 °C de mayo, cuando empieza la temporada de las lluvias, que dura hasta octubre. La precipitación media anual es de 997,4 mm, con un máximo en agosto de 248 mm, y al menos cuatro meses sin lluvia. Esto hace que el entorno sea una sabana arbustiva que, cuando está degradada, se convierte en arbusto espinoso y en algunos casos está libre de vegetación. Hay campos de maíz, arroz, mijo y algodón. Estos últimos son los más abundantes en la cuenca de Garua.

## La industria
En Garua hay dos fábricas de tejidos de la Cotonnière Industrielle du Cameroun (CICAM), industria algodonera de Camerún creada en 1965 por el estado camerunés, la Banca Alemana para el Desarrollo y el grupo textil francés DMC. En Garua se encuentra también la dirección general de Sodecoton (Société de développement du coton), empresa estatal creada en 1974 para organizar la producción y la comercialización del algodón. La CICAM tiene otras dos plantas en Duala que, juntos con las de Garua, producen el 90% del algodón de Camerún. El club de fútbol de la ciudad se llama Cotonsport Garoua.
El aeropuerto internacional de Garua fue inaugurado en 1980. Solo se utiliza el 4% de su potencial.
Garua es un centro de telecomunicaciones importante en Camerún. Alberga las cadenas de televisión Camnews24, CRTV, Spectrum Télévision (STV 1 et STV 2), Canal 2 international, Ariane TV y New TV.

## El entorno
La región de Garua está considerada como la gran cuenca del algodón de Camerún, junto con la región de Extremo Norte y Adamawa. Se calcula que hay unos 260.000 productores organizados en 2.048 grupos de iniciativa común, que dan trabajo a unos dos millones de personas. la Société de développement du coton du Cameroun (SODECOTON) calculó que en la campaña 2011-2012 se cultivaron 207.000 hectáreas de algodón.

## El turismo
Hay tres parques nacionales a poca distancia, Benué (1800 km²), Bouba Ndjidah (2200 km²) y Faro (3300 km²), al sur, siguiendo las fuentes del río Benué. Están poblados de leones, elefantes, hipopótamos, cocodrilos y demás fauna africana, con los últimos rinocerontes del África Occidental.